# Toloxis borchgrevinkii
Toloxis borchgrevinkii là một loài Rêu trong họ Meteoriaceae. Loài này được (Kiaer ex Müll. Hal.) W.R. Buck mô tả khoa học đầu tiên năm 1994.